# Veronica stricta
Veronica stricta är en grobladsväxtart som beskrevs av Joseph Banks, Daniel Solander och George Bentham.
Veronica stricta ingår i släktet veronikor och familjen grobladsväxter.

## Underarter
Arten delas in i följande underarter:
- Veronica stricta atkinsonii
- Veronica stricta egmontiana
- Veronica stricta lata
- Veronica stricta macroura

## Bildgalleri

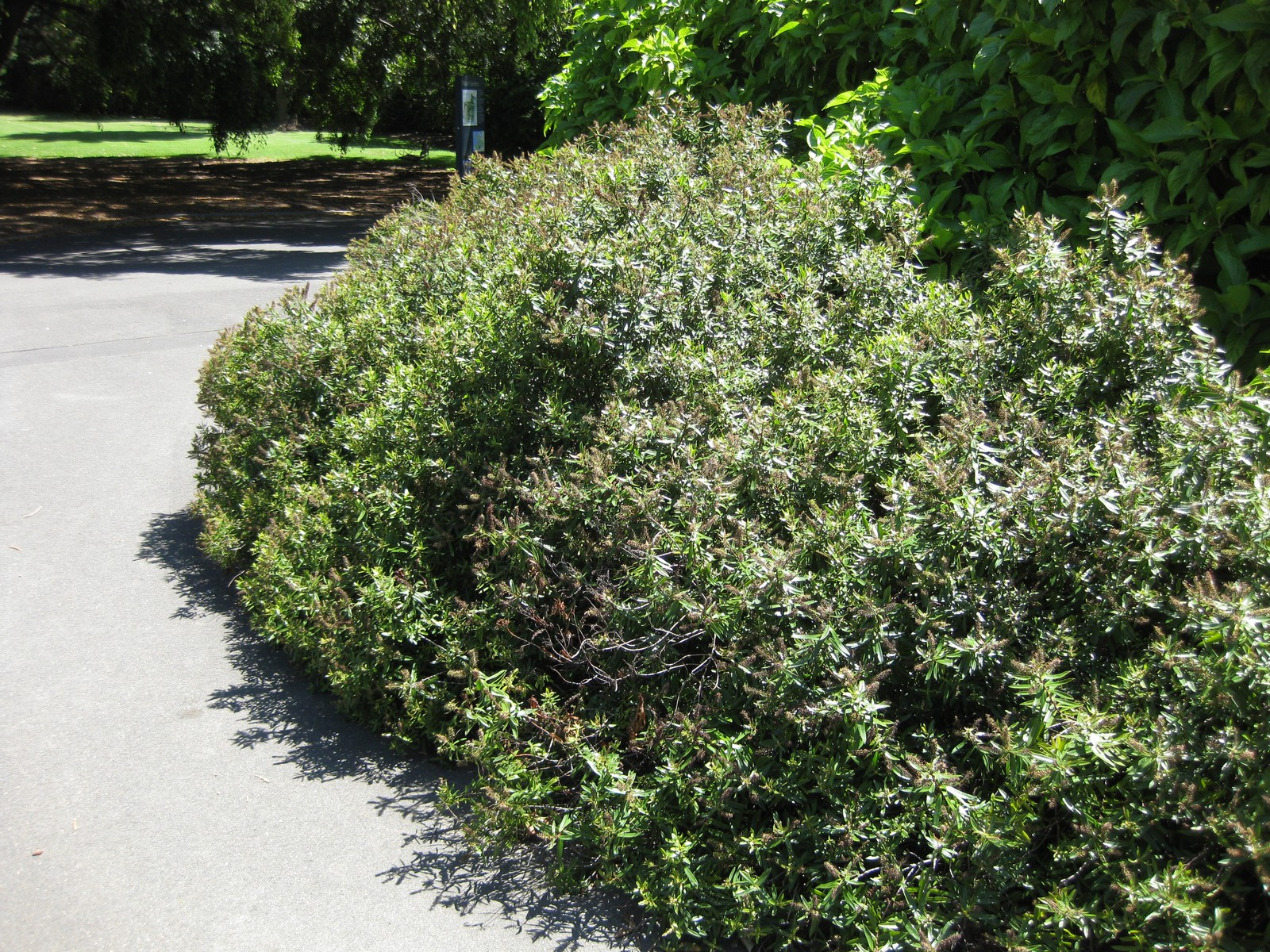
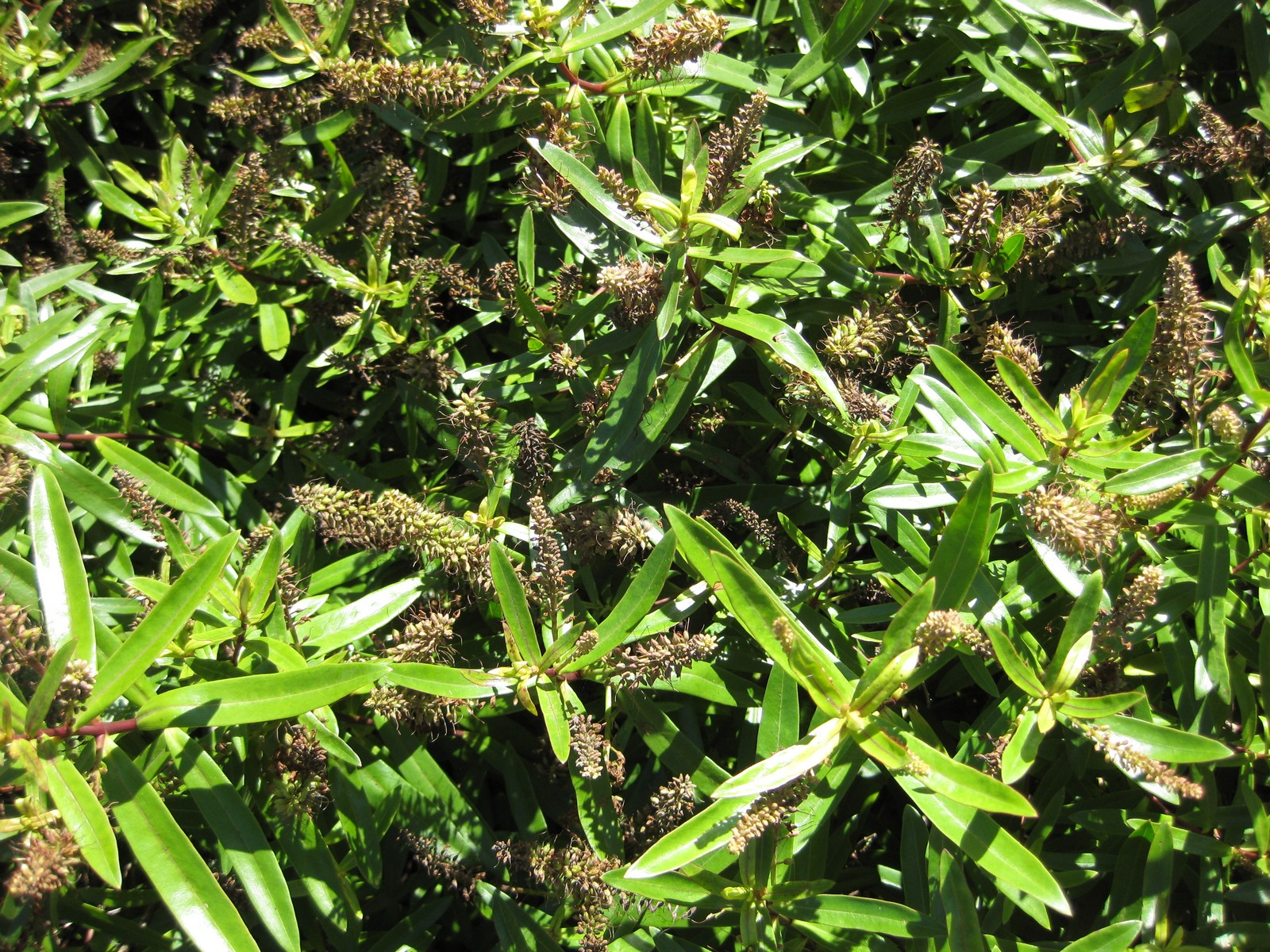
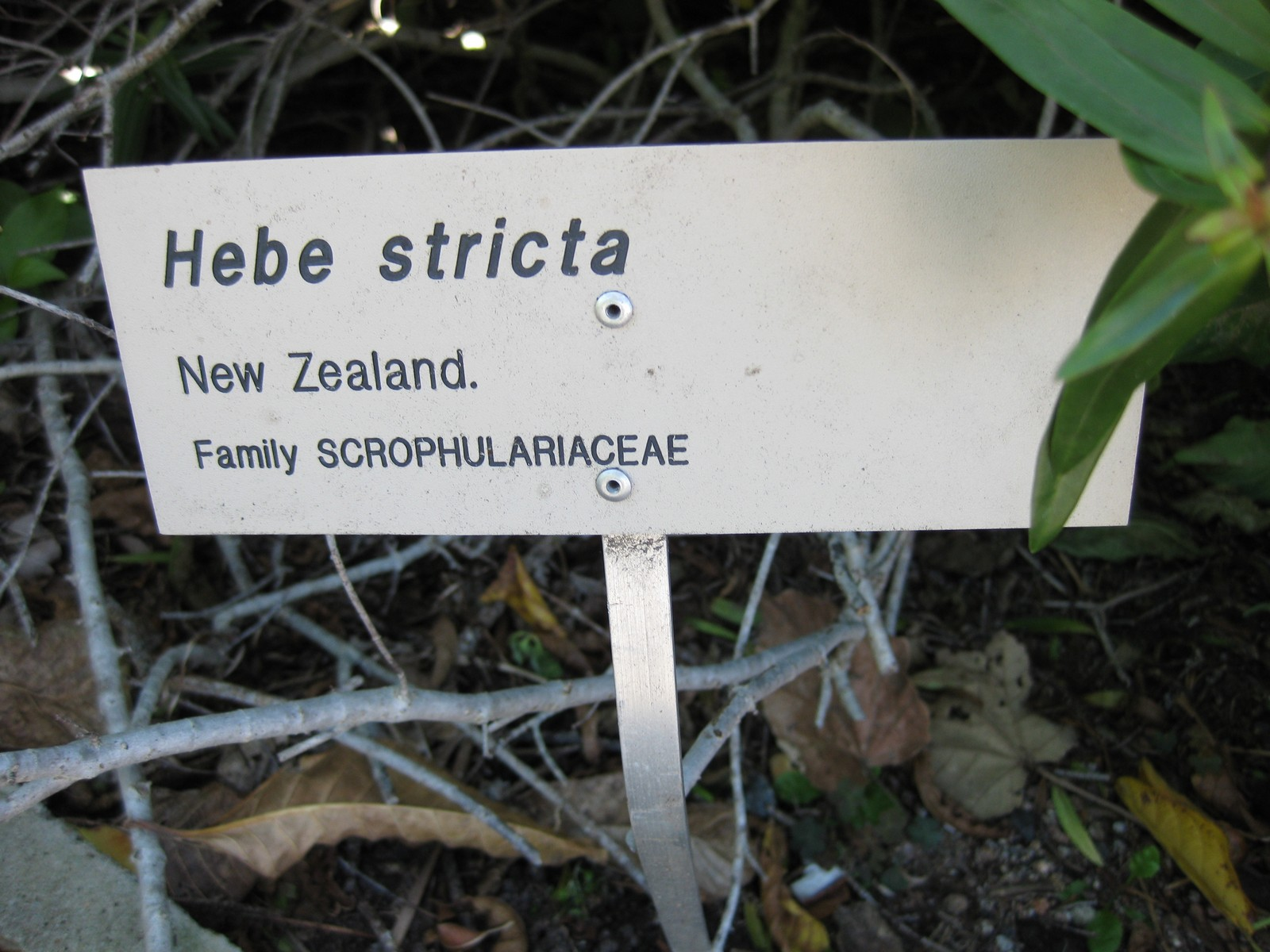